# Günther Josten
Günther Josten (Hamm, 7 de novembro de 1921 — Aurich, 7 de julho de 2004) foi um oficial alemão que serviu na Luftwaffe durante a Segunda Guerra Mundial. Foi condecorado com a Cruz de Cavaleiro da Cruz de Ferro com Folhas de Carvalho.

## Sumário da carreira

### Condecorações
- Cruz de Ferro (1939)
  - 2ª classe (4 de abril de 1943)[4]
  - 1ª classe (12 de julho de 1943)[4]
- Troféu de Honra da Luftwaffe (31 de agosto de 1943)[5]
- Cruz Germânica em Ouro (17 de outubro de 1943)[6]
- Cruz de Cavaleiro da Cruz de Ferro (5 de fevereiro de 1944)[7][8]
  - 810ª Folhas de Carvalho (28 de março de 1945)[8][9]

### Promoções
Wehrmacht
- 1 de julho de 1943 – Feldwebel (segundo-sargento)[10]
- 1 de agosto de 1943 – Oberfeldwebel (primeiro-sargento)[10]
- 5 de fevereiro de 1944 – Leutnant (segundo-tenente)[10]
- 1 de novembro de 1944 – Oberleutnant (primeiro-tenente)[10]

Bundeswehr
- 22 de novembro de 1956 – Hauptmann (capitão)[10]
- 6 de março de 1959 – Major (major)[10]
- 3 de junho de 1962 – Oberstleutnant (tenente-coronel)[10]
- 14 de junho de 1965 – Oberst (coronel)[10]